# Weißnasenhai
Der Weißnasenhai (Nasolamia velox) ist die einzige Art in der Gattung Nasolamia innerhalb der Requiemhaie (Carcharhinidae). Die Art ist im Ostpazifik von der Baja California und dem Golf von Kalifornien südwärts bis Peru verbreitet.

## Aussehen und Merkmale
Der Weißnasenhai ist ein schlanker Hai mit einer Körperlänge von maximal 150 Zentimeter. Er hat eine hellgraue bis graubraune Körperfarbe und eine weißliche Bauchregion ohne Musterung. Über der weißumrandeten Schnauzenspitze befindet sich ein schwarzer Fleck. Er gleicht im Habitus den Blauhaien der Gattung Carcharhinus. Er besitzt eine Afterflosse und zwei Rückenflossen, wobei die zweite Rückenflosse und die deutlich kleiner als die erste ist. Außerdem zeichnen sie sich durch eine spitze Schnauze mit eng beieinander stehenden Nasenlöchern aus. Auch er besitzt kein Spritzloch.

## Lebensweise
Der Weißnasenhai ist eine Flachwasserart und ernährt sich räuberisch wahrscheinlich von verschiedenen Fischen und Krebsen der Uferzonen. Die Haie sind lebendgebärend und bilden eine Dottersack-Plazenta aus (plazental vivipar). Die Weibchen bekommen in einem Wurf etwa 5 Jungtiere mit einer Länge von etwa 55 cm.

## Verbreitung

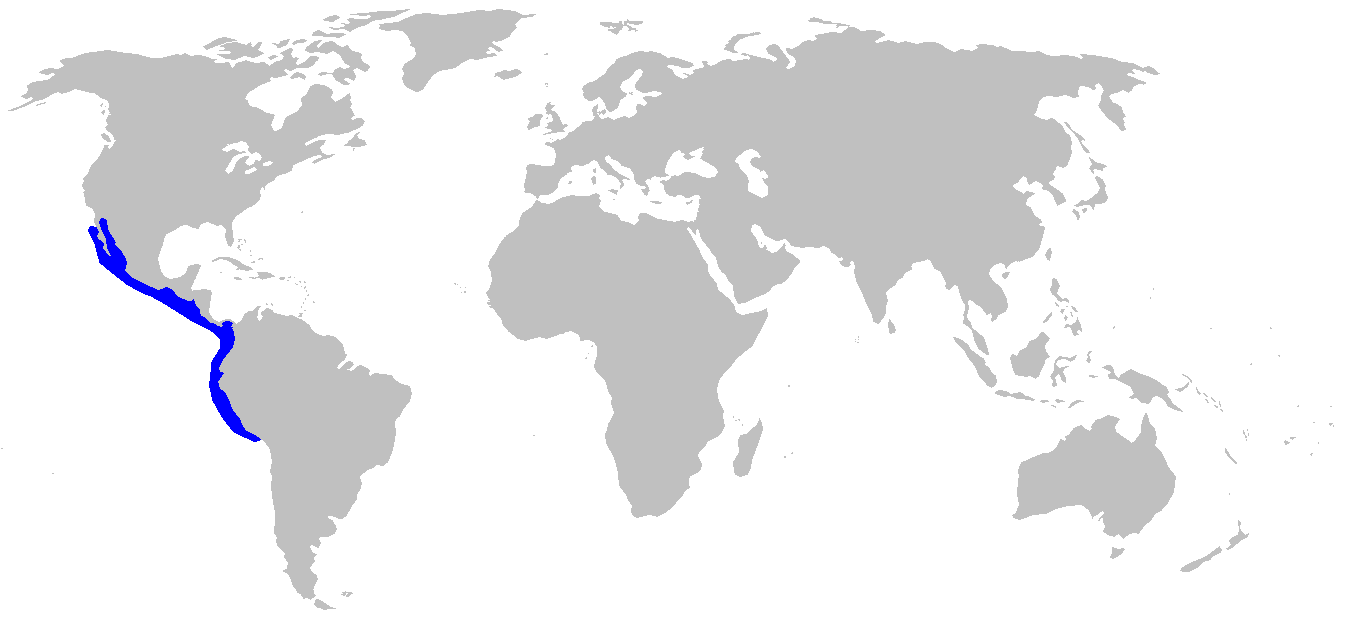
Verbreitungsgebiete des Weißnasenhais

Die Art ist im Ostpazifik von der Baja California und dem Golf von Kalifornien südwärts bis Peru verbreitet. Dabei handelt es sich um einen Flachwasserbewohner, der Tiefen von 15 bis 25 Meter bevorzugt, maximale Fänge stammen aus etwa 190 Metern Tiefe.